# LÉ Róisín (P51)
Le Róisín ou LÉ Róisín (P51) est le navire de tête de classe éponyme de deux patrouilleurs de la marine irlandaise. Sa mission principale est la protection de la zone de pêche, la recherche et le sauvetage en mer, ainsi que des opérations de protection maritime. Il porte le nom de Róisín Dubh, la fille du roi Hugh O'Neill.

## Histoire
Ce patrouilleur a été conçu par Vard Marine (anciennement STX Canada Marine). Il a été construit au chantier naval d'Appledore dans le North Devon au Royaume-Uni. Il est stationné à la base navale d'Haulbowline , à Cork Harbour qui est le quartier général de la marine irlandaise.
Il possède une coque en acier mais n'a pas reçu un pont pour hélicoptère et son abri. Le haut niveau d'automatisation dans les systèmes intégrées du navire permet à celui-ci de fonctionner avec seulement 47 équipages dont huit officiers. L'équipage est doté d'un hébergement confortable. Le navire est conçu pour pouvoir naviguer l'hiver en Atlantique Nord.

## Carrière
Le Róisín a été le premier navire à intervenir sur l'incendie du sous-marin NCSM Chicoutimi (SSK 879) de la Marine royale canadienne le 5 octobre 2004.
Il est aussi intervenu lors du naufrage du brick britannique STV Astrid le 24 juillet 2013 sur la côte de Cork.

### Note et référence
- (en) Cet article est partiellement ou en totalité issu de l’article de Wikipédia en anglais intitulé « LÉ Róisín (P51) » (voir la liste des auteurs).